# Eredivisie (Frauenfußball)
Die Eredivisie der Frauen ist die erste Frauenfußballliga in den Niederlanden. Die „Ehrendivision“ umfasste sechs Vereine und löste im August 2007 die Hoofdklasse als höchste Spielklasse ab. Zur Saison 2012/13 wurde die Eredivisie durch eine gemeinsame Liga mit Belgien, der BeNe League, abgelöst. Nach der Auflösung der BeNe League wird sie wieder seit 2015/16 ausgespielt.

## Geschichte
Im September 2006 bildete der niederländische Fußballverband eine Arbeitsgruppe, die ein Konzept für eine neue, professionellere Frauenfußballliga erarbeiten sollte. Auch wenn die niederländische Nationalmannschaft und die Vereinsmannschaften in den letzten Jahren bessere Ergebnisse erzielten, steht der niederländische Frauenfußball klar im Schatten Deutschlands und der skandinavischen Länder.
Nachdem das Konzept stand, wurden alle 38 Profivereine angeschrieben, um auszuloten, wie groß das Interesse an diesem Projekt ist. Von diesen Clubs bekundeten neun Vereine spontan ihr Interesse. Insgesamt sechs Vereine hatten im August 2007 den Spielbetrieb aufgenommen. Bereits im Frühjahr 2007 hatten die Vereine Probetrainings abgehalten und ihre Kader zusammengestellt.
Langfristig sollte die Liga auf zehn Vereine aufgestockt werden. Zur Saison 2008/09 wurde mit Roda JC Kerkrade eine siebte Mannschaft in die Liga aufgenommen. Das Team wurde aufgrund der finanziellen Probleme des Vereins bereits nach einer Saison wieder aufgelöst. Zur Saison 2010/11 wurde die Liga durch die Vereine VVV Venlo und FC Zwolle auf acht Vereine aufgestockt.
Während die meisten Vereine der Hoofdklasse trotz der Degradierung in die Zweitklassigkeit positiv auf die neue Liga reagiert haben, reagierten die Verantwortlichen des FFC Heike Rheine sehr verärgert. Der deutsche Bundesligaabsteiger hatte in der Vergangenheit traditionell viele Niederländerinnen im Kader. Während die Mannschaft im Abstiegskampf steckte, seien laut Präsident Alfred Werner auch den deutschen Spielerinnen Angebote gemacht worden.

## Struktur
Jede der sechs Mannschaften in der Ehrendivision war ein Ableger eines aus dem Männerfußball bekannten Profivereins. Dabei profitierten die Spielerinnen und Trainer von den bereits vorhandenen Strukturen. Bei der Auswahl der Standorte spielten auch geographische Gesichtspunkte eine Rolle, so dass jede Spielerin die Möglichkeit hatte, in Wohnortnähe einen Verein zu finden. Jede Mannschaft ging mit einem Kader von 20 Spielerinnen in die Saison.
Jeder Spielerin der Nationalmannschaft wurde die Auswahl zwischen zwei Klubs gegeben. Den im Ausland aktiven Nationalspielerinnen wurde der Wechsel in die neue Liga nahegelegt, wenngleich nicht alle Spielerinnen in die Heimat zurückgekehrt sind. Die U-19-Nationalspielerinnen wurden den Vereinen zugeteilt. Für die restlichen Plätze konnten sich praktisch alle übrigen Spielerinnen bewerben. Sie mussten aber an mehreren Sichtungsturnieren teilnehmen, wo eine Auswahl getroffen wurde.
Darüber hinaus kooperierte jede Mannschaft mit einem Verein aus der Hoofdklasse. Dabei wurden die Vereine der Hoofdklasse quasi zu Farmteams der Spitzenclubs. In den Vereinen der Hoofdklasse sollten junge, noch unerfahrene Spielerinnen Spielpraxis erhalten.
Für jeden Verein kalkulierte der Verband mit einem Etat von ca. 150.000 Euro. In den ersten drei Jahren zahlte der Verband die Reisekosten der Vereine und stellte qualifizierte Trainer zur Verfügung. Die Spiele wurden am Donnerstag- und Freitagabend ausgetragen.

## Ziele
Mit der neuen Liga wollte der niederländische Verband den heimischen Frauenfußball
professionalisieren und auf ein höheres sportliches Niveau führen. Mittelfristig wollte man den Abstand zum Nachbarland Deutschland und den skandinavischen Ländern verringern. Die Nationalmannschaft sollte ebenfalls profitieren und sich erstmals für ein großes Turnier qualifizieren. Nahziel für die Nationalmannschaft war die Europameisterschaft 2009 in Finnland. Weiterhin sollte das Image des Frauenfußballs verbessert und immer noch bestehende Vorurteile abgebaut werden.

## Modus
Die sechs teilnehmenden Mannschaften trugen im Ligasystem eine Vierfachrunde aus, d. h. jede Mannschaft spielte pro Saison viermal gegen jede andere Mannschaft. Für einen Sieg gab es drei, für ein Unentschieden einen Punkt. Die punktbeste Mannschaft war am Saisonende Meister und nahm für die Niederlande an der UEFA Women’s Champions League teil. In den ersten zwei Spielzeiten gab es weder Auf- noch Abstieg. Aktuell wird 2022/23 mit elf Mannschaften eine normale Runde mit Hin- und Rückspielen zur Ermittlung des Meisters ausgetragen.

## Aktuelle Saison
An der Spielzeit 2025/26 nehmen die folgenden zwölf Vereine teil.
- AZ Alkmaar
- Ajax Amsterdam
- NAC Breda
- ADO Den Haag
- PSV Eindhoven
- FC Twente Enschede
- SC Heerenveen
- Excelsior Rotterdam
- Feyenoord Rotterdam
- Telstar 1963
- FC Utrecht
- PEC Zwolle

## Meister
- 2007/08: AZ Alkmaar
- 2008/09: AZ Alkmaar
- 2009/10: AZ Alkmaar
- 2010/11: FC Twente Enschede
- 2011/12: ADO Den Haag
- 2015/16: FC Twente Enschede
- 2016/17: Ajax Amsterdam
- 2017/18: Ajax Amsterdam
- 2018/19: FC Twente Enschede
- 2019/20: Saisonabbruch wegen der COVID-19-Pandemie
- 2020/21: FC Twente Enschede
- 2021/22: FC Twente Enschede
- 2022/23: Ajax Amsterdam
- 2023/24: FC Twente Enschede
- 2024/25: FC Twente Enschede

## Torschützenköniginnen
| Saison    | Nat.        | Name                          | Verein                   | Tore |
| --------- | ----------- | ----------------------------- | ------------------------ | ---- |
| 2007/08   | Niederlande | Karin Stevens                 | Willem II Tilburg        | 20   |
| 2008/09   | Niederlande | Sylvia Smit                   | SC Heerenveen            | 14   |
| 2009/10   | Niederlande | Sylvia Smit Chantal de Ridder | SC Heerenveen AZ Alkmaar | 11   |
| 2010/11   | Niederlande | Chantal de Ridder             | AZ Alkmaar               | 19   |
| 2011/12   | Niederlande | Priscilla de Vos              | Telstar 1963             | 16   |
| 2012/13   | Niederlande | Renate Jansen                 | ADO Den Haag             | 10   |
| 2013/14   | Niederlande | Vivianne Miedema              | AZ Alkmaar               | 39   |
| 2014/15   | Niederlande | Lineth Beerensteyn            | ADO Den Haag             | 17   |
| 2015/16   | Niederlande | Jill Roord                    | FC Twente                | 21   |
| 2016/17   | Niederlande | Katja Snoeijs                 | Telstar 1963             | 21   |
| 2017/18   | Niederlande | Katja Snoeijs                 | VV Alkmaar               | 25   |
| 2018/19   | Niederlande | Tiny Hoekstra                 | SC Heerenveen            | 27   |
| 2019/20 1 | Niederlande | Joëlle Smits                  | PSV Eindhoven            | 16   |
| 2020/21   | Niederlande | Joëlle Smits                  | PSV Eindhoven            | 23   |
| 2021/22   | Niederlande | Fenna Kalma                   | FC Twente Enschede       | 33   |
| 2022/23   | Niederlande | Fenna Kalma                   | FC Twente Enschede       | 30   |
| 2023/24   | Belgien     | Tessa Wullaert                | Fortuna Sittard          | 26   |
| 2024/25   | Niederlande | Jaimy Ravensbergen            | FC Twente Enschede       | 23   |